# Torneo de Tashkent 2018
El Tashkent Open 2018 fue un torneo de tenis que se jugó en canchas duras al aire libre. Se trató de la 20.ª edición del Abierto de Tashkent, y formó parte de los torneos internacionales de la WTA. Se llevó a cabo en el Centro de Tenis de Tashkent en Tashkent (Uzbekistán), del 24 al 29 de septiembre de 2018.

## Distribución de puntos
| Modalidad           | Campeona | Finalista | Semifinales | Cuartos de final | 2ª ronda | 1ª ronda | Clasificadas | 2ª ronda de clasificación | 1ª ronda de clasificación |
| Individual femenino | 280      | 180       | 110         | 60               | 30       | 1        | 18           | 12                        | 1                         |
| Dobles femenino     | 280      | 180       | 110         | 60               | -        | 1        | -            | -                         | -                         |

## Cabezas de serie

### Individuales femenino
| Tenista            | Ranking | Preclasificada |
| Irina-Camelia Begu | 55      | 1              |
| Vera Lapko         | 66      | 2              |
| Tamara Zidanšek    | 72      | 3              |
| Stefanie Vögele    | 73      | 4              |
| Tatjana Maria      | 74      | 5              |
| Anna Schmiedlová   | 79      | 6              |
| Evgeniya Rodina    | 84      | 7              |
| Dalila Jakupović   | 89      | 8              |

- Ranking del 17 de septiembre de 2018[2]

### Dobles femenino
| Tenista                         | Ranking | Preclasificada |
| Irina-Camelia Begu Raluca Olaru | 77      | 1              |
| Nao Hibino Oksana Kaláshnikova  | 119     | 2              |
| Alexa Guarachi Desirae Krawczyk | 151     | 3              |
| Dalila Jakupović Vera Lapko     | 152     | 4              |

## Campeonas

### Individual femenino
Margarita Gasparyan venció a  Anastasia Potapova por 6-2, 6-1

### Dobles femenino
Olga Danilović /  Tamara Zidanšek vencieron a  Irina-Camelia Begu /  Ioana Raluca Olaru por 7-5, 6-3